# 江心洲駅
江心洲駅（こうしんしゅうえき）は、中華人民共和国江蘇省南京市建鄴区にある、南京地下鉄10号線の駅である。

## 駅名
駅名については、事業着手当初は南京地下鉄集団は「江心洲駅」の仮称を用いており、運営開始前に駅名が「江心洲駅」に決定したことが発表された。

## 歴史
- 2014年7月1日、10号線の駅として開業[2]。

## 隣の駅
南京地下鉄
■10号線
緑博園駅- 江心洲駅 - 臨江駅